# アンドルー・ワイル
アンドルー・トーマス・ワイル（英: Andrew Thomas Weil、1942年6月8日 - ）はアメリカ合衆国の健康医学研究者、医学博士。伝統中国医学など代替医療の伝統も取り入れ、人間に本来備わっている自然治癒力を引き出すヘルスケア・システムである統合医療を提唱している人物である。

## 経歴
ペンシルベニア州・フィラデルフィア生まれ。ハーバード大学で植物学の学位を取得した後、ハーバード大学医学校を卒業した。国立精神衛生研究所やハーバード大学植物博物館の研究員などを務め、15年にわたって世界各地で伝統医学や薬用植物の利用の現地調査（フィールドワーク）に従事した。薬用植物の世界的権威とされる。
現在、アリゾナ州ツーソンにあるアリゾナ大学医学校の診療教授、同校の「統合医学プログラム」の理事を務める傍ら、ワイル・ライフスタイル研究所を設立・運営している。統合医学基金創設者、専門誌『インテグレイティブ・メディスン』編集長でもある。
著書『癒す心、治る力』と『アンドルー・ワイル博士の医食同源』は米国でベストセラーとなった。